# Kairos Future
Kairos Future är ett svenskt forsknings- och managementkonsultbolag med fokus på omvärldsanalys, framtidsstudier och strategi. 
Företaget har sitt säte i Stockholm med verksamhet och lokalkontor internationellt. Det grundades 1984 av Mats Lindgren som Lindgren Future AB med fokus på ekologi och miljövetenskap och fick nuvarande namn och vidgad inriktning 1993. Målgruppen är större offentliga och privata verksamheter inom Sverige och internationellt.
Kairos Future har utvecklat innovationer som kollektiva digitala analysverktygen SoMeTracker, Co:tunity, Dcipher samt kunskapsnätverket Kairos Future Club.